# Меловые горы

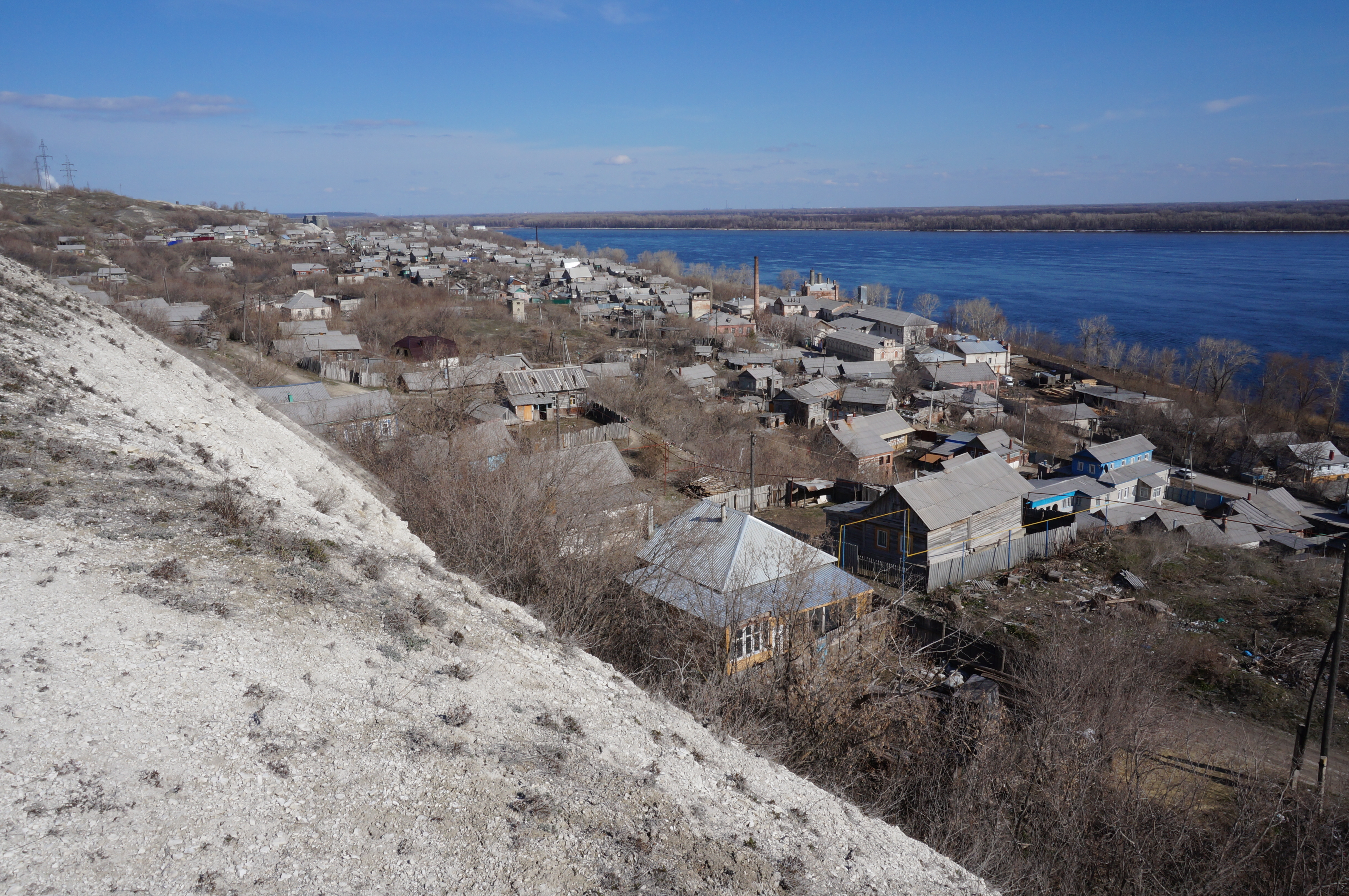
Меловые горы по берегам реки Волги

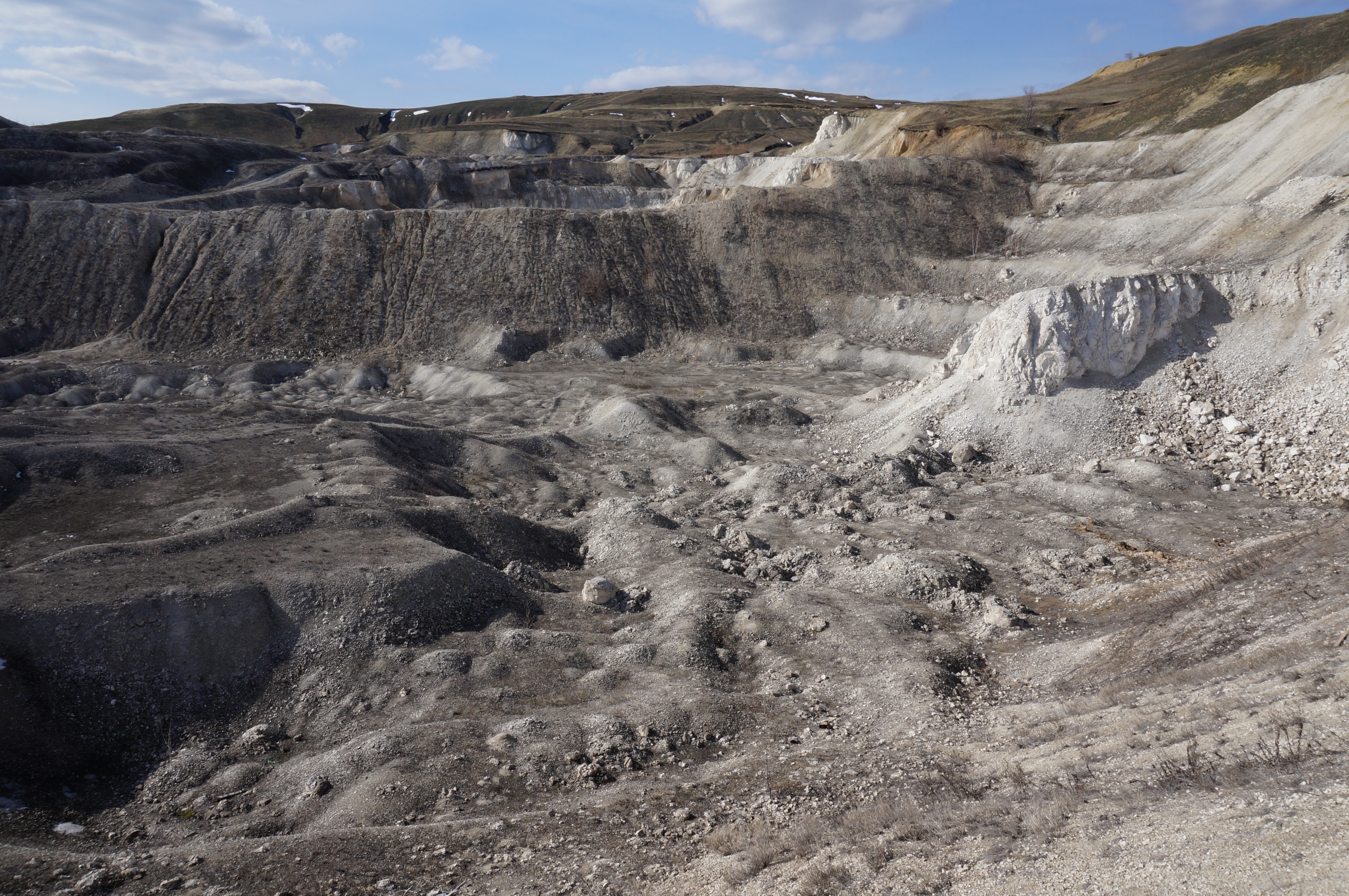
Меловая гора в районе города Вольска

Меловые горы — меловые обнажения или горы, сложенные мелом.  
Мел – горная порода, которую чаще всего используют в производстве цемента и в качестве писчего мела (очищенного от примесей) на уроках в школе, а также при строительных работах. Чтобы изготовить цемент необходимо использовать карбонатную породу. К числу карбонатных относится  также и мел. В районах России, где есть меловые горы, ещё в XIX веке развернулось бурное строительство цементных заводов.
Многие меловые горы имеют статус заказника или памятника природы.

## Распространение
Меловые горы можно увидеть в районе города Вольск в Саратовской области. Широко известны также Покровские меловые горы (Россия, Оренбургская область) и меловые горы в Селе Сторожевое, которое расположено примерно в 60 км южнее Воронежа на правом берегу Дона.